# Jake Hess
Jake Hess (* 24. Dezember 1927 im Limestone County, Alabama; † 4. Januar 2004 in Opelika, Alabama) war ein US-amerikanischer Sänger des Southern Gospel. Er wurde als Manchild Hess geboren, ließ sich jedoch unter dem Namen William Jesse Hess als Wehrpflichtiger registrieren. Jake Hess war sein Künstlername.

## Leben und Wirken
Seine Künstlerkarriere begann er als 16-Jähriger im John Daniel Quartet, später war er Mitglied anderer Gesangsgruppen, so von 1947 bis 1963 im Statesman Quartet. Anschließend gründete er das Imperials Quartet (bis heute als The Imperials bestehend), das 1966 Elvis Presley auf dem Gospel-Album How Great Thou Art begleitete. 1978 kam es zur Wiedervereinigung des Statesman-Quartetts. Gemeinsam mit den Künstlern James Blackwood und J. D. Sumner bildeten sie die Gruppe The Master’s V, die von 1981 bis 1988 gelegentlich gemeinsam auf Tourneen auftrat. Zusammen mit seinen Kindern Becky und Chris bildete Jack Hess die Gruppe The Jake Hess Sound, die in den 1970er Jahren teilweise während TV-Übertragungen von Gottesdiensten des evangelikalen Predigers Gene Scott auftrat. Das Videoalbum Jus’ Jake wurde in den USA im Mai 2006 mit einer Goldenen Schallplatte ausgezeichnet.

## Auszeichnungen
- 1968 – „Best Sacred Performance“, Grammy Award für Beautiful Isle of Somewhere
- 1969 – „Best Sacred Performance (Non-Classical)“, Grammy Award für Ain’t That Beautiful Singing
- 1970 – „Best Sacred Performance (Musical)“, Grammy Award für Everything Is Beautiful
- 1981 – „Best Gospel Performance, Traditional“, Grammy Award als Mitglied von The Master’s V
- 1982 – Aufnahme in die Gospel Music Hall of Fame
- 1995 – Aufnahme in die Alabama Music Hall of Fame
- 1997 – Aufnahme in die Southern Gospel Music Hall of Fame[2]
- 1998 – Aufnahme der Imperials in die Gospel Music Hall of Fame